# Kristian Blummenfelt
Kristian Blummenfelt (n. 14 februarie 1994, Bergen, Norvegia) este un triatlonist ce a reprezentat Norvegia, medaliat olimpic. A participat la două ediții ale Jocurilor Olimpice (2016, 2020) în care a câștigat o medalie de aur.